# Viggo Kalhauge
Sophus Viggo Harald Kalhauge (Copenhaguen, 12 d'agost de 1840 – Copenhaguen, 19 de febrer de 1905) fou un compositor danès del Romanticisme.
Es distingí com a professor de cant i de piano, així com a compositor, produint diverses òperes que assoliren gran èxit, entre elles les titulades På krigsfod (1880) i Mantillen (1889), el poema coral per a solo, cor i orquestra, An den Frühling, peces de piano, lieder, etc.